# Wilhelm Rodewald
Wilhelm Rodewald, född 13 februari 1892 i Büttlingen, var en tysk SS-Obersturmbannführer och överstelöjtnant i Schutzpolizei. Under andra världskriget var han under år 1944 kommendör för Ordnungspolizei i distriktet Warschau i Generalguvernementet. Rodewald deltog i kväsandet av Warszawaupproret.